# Sikivu Hutchinson
Sikivu Hutchinson es una escritora y activista atea afroamericana.
Es autora de los libros Moral Combat: Black Atheists, Gender Politics, and the Values Wars (2011) y Imagining Transit: Race, Gender, and Transportation Politics in Los Angeles (Travel Writing Across the Disciplines) (2003).. Ha escrito para la revista American Atheist, de la asociación Ateos de América, para la web RichardDawkins.net y para el blog New Humanism.
Es socia senior en el "Instituto de Estudios Humanistas" y portavoz de la Alianza Laica de Estudiantes. Hutchinson se graduó en la New York University con un Ph.D. en Performance Studies y enseña estudios sobre la mujer, urbanismo, cultura y educación en el California Institute of the Arts, la UCLA y la Western Washington University.

## Ateísmo y género
Como mujer atea negra considera que mientras a los hombres negros no creyentes se les dé más libertad de acción para ser "herejes" o no ir a la iglesia, las mujeres con puntos de vista no teístas son consideradas traidoras, especialmente al haber abandonado su función "primordial" como portadoras de la tradición cultural y religiosa.
Es también editora del sitio Blackfemlens Archivado el 27 de agosto de 2011 en Wayback Machine.